# Агиней, Руслан Викторович
Руслан Викторович Агиней (род. 17 сентября 1975 года, Ухта, Коми АССР, РСФСР, СССР) — ректор Ухтинского государственного технического университета, профессор, доктор технических наук.

## Биография
Агиней Руслан Викторович родился 17 сентября 1975 г., окончил среднюю школу №13 в г. Ухте. В 1997 г. окончил Ухтинский индустриальный институт по специальности «Бурение нефтяных и газовых скважин». В 2004 году получил диплом с отличием по специальности «Экономика и управление на предприятиях ТЭК» Ухтинского государственного технического университета.
С 1994 по 1998 г. – оператор по добыче нефти на Возейском месторождении, помощником бурильщика на Харьягинском, Печорокожвинском и Печорогородском месторождениях нефти и газа.
С 1999 по 2012 г. – инженер, научный сотрудник, начальник отдела прочности и надежности магистральных газопроводов филиала ООО «Газпром ВНИИГАЗ» в г. Ухте. Сфера научных интересов: диагностика и неразрушающий контроль трубопроводов, защита от коррозии, материаловедение, прочность и ресурс трубопроводных конструкций.
В 2012 году переведен на работу в АО «Гипрогазцентр» на должность заместителя генерального директора по науке.
В 2005 году защитил кандидатскую диссертацию на тему «Разработка методики оценки напряжённого состояния нефтегазопроводов по коэрцитивной силе металла», в 2009 году – докторскую диссертацию на тему «Разработка методов повышения противокоррозионной защиты объектов газотранспортной системы».
С 2006 года по 2019 год являлся заведующим кафедрой «Проектирование и эксплуатация магистральных газонефтепроводов» УГТУ. С неизвестного периода также одновременно занимал должность заведующего кафедрой «Проектирование и эксплуатация газонефтепроводов и газонефтехранилищ» (ПЭГГ) Нижегородского государственного технического университета.
В 2012 году Р.В. Агиней получил аттестат о присвоении ученого звания профессора. Под его руководством подготовлены и защищены двенадцать кандидатских и одна докторская диссертации.
Автор порядка 200 научных трудов, 51 изобретения и четырёх полезных моделей, монографий, учебных пособий, методических работ. Участник разработки нормативных документов ПАО «Газпром» и его дочерних обществ.
Член двух диссертационных советов по защите кандидатских и докторских диссертаций. Член экспертного совета Высшей аттестационной комиссии Министерства науки и высшего образования РФ.
Действительный член академии инженерных наук им. А.М. Прохорова. Дипломант ряда международных научно-практических конференций и конкурсов. Лауреат Всероссийского конкурса «Инженер года». Лауреат премии ПАО «Газпром» в области науки и техники и премии им. А.М. Прохорова (2014 г.).
В 2019 году выдвинул свою кандидатуру в ректоры Ухтинского государственного технического университета. В июне был аттестован Аттестационной комиссией Минобрнауки России и допущен к выборам. Уже 15 июля 2019 года вступил в должность временно исполняющего обязанности ректора УГТУ, сменив на этом посту ушедшего временного ректора Беляева.
На посту временного ректора столкнулся с кризисом, выявленным его предшественником Беляевым, который сделал общедоступной информацию о долгах вуза, накопленных в период ректорства Цхадаи. Также в начале ректорства столкнулся с конфликтом с профсоюзной организацией и её членами — профессорско-преподавательским составом и студентами, которые поддержали предыдущее временное реформаторское руководство университета во главе с Дмитрием Беляевым. Помимо этого, 5 февраля 2020 года истёк срок действия аккредитации образовательной деятельности университета. Таким образом, Ухтинский университет не смог вовремя пройти аккредитацию из-за накопленных долгов и продолжил свою деятельность без лицензии.
20 ноября 2019 года на Конференции работников и обучающихся УГТУ по выборам ректора был избран на должность ректора университета, получив поддержку 64 делегатов из 89. Приказом Минобрнауки России от 10 февраля 2020 года № 20-02-02/26 Агиней Руслан Викторович утвержден в должности ректора федерального государственного бюджетного образовательного учреждения высшего образования «Ухтинский государственный технический университет» с 11 февраля 2020 года по 10 февраля 2025 года сроком на 5 лет.

## Санкции
6 марта 2022 года после вторжения России на Украину подписал письмо в поддержу российской агрессии. С 9 июня 2022 года находится под персональными санкциями Украины за поддержку войны. Также был внесён ФБК в список коррупционеров и разжигателей войны за поддержку нападения на Украину, 16 марта 2022 года форумом свободной России внесён в санкционный «Список Путина» с предложением введения против него международных санкций.

## Награды
За свою работу был награждён почетными грамотами филиала ООО «Газпром ВНИИГАЗ», ООО «Газпром трансгаз Ухта», АО «Гипрогазцентр», благодарственными письмами Главы Республики Коми и Министерства торговли и промышленности Нижегородской области, является дипломантом ряда международных научно-практических конференций и конкурсов, в 2010 году получил звание «Профессиональный инженер», став лауреатом Всероссийского конкурса «Инженер года» в номинации «Нефтяная и газовая промышленность (исследования)». В 2014 году стал лауреатом премии ПАО «Газпром» в области науки и техники и премии им. А.М. Прохорова.